# Michael J. Colacurcio

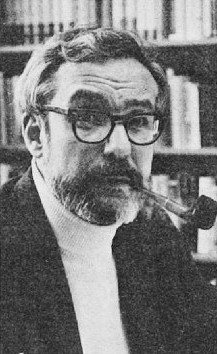
Michael J. Colacurcio

Michael Joseph Colacurcio, Jr. (* 2. Juli 1936 in Cincinnati, Ohio) ist ein amerikanischer Literaturwissenschaftler.
Er studierte an der Xavier University of Cincinnati (B.A. 1958; M.A. 1959) und der University of Illinois (Ph.D. 1963). Von 1963 bis 1968 sowie von 1969 bis 1976 lehrte er englische Literatur an der Cornell University, von 1968 bis 1969 zwischenzeitlich an der Ohio State University und seit 1977 zunächst an der University of California in Irvine, dann an der University of California, Los Angeles (UCLA), der er bis heute als Distinguished Professor verbunden ist.
Sein Hauptinteresse gilt der amerikanischen Literatur der Kolonialzeit und der Romantik; als besonders einflussreich haben sich seine zahlreichen Arbeiten zum Werk Nathaniel Hawthornes erwiesen, das Colacurcio entgegen symbolistischen oder psychologisierenden Lesarten vor allem als historische Literatur, also als eng orts- und zeitgebundenen Kommentar zur Geschichte Neuenglands versteht.
Seit 2007 ist er Mitglied der American Academy of Arts and Sciences.

## Werke
- The Province of Piety: Moral History in Hawthorne's Early Tales. Harvard University Press, Cambridge, Mass. 1984. ISBN 0-674-71957-3
  - Taschenbuchausgabe: Duke University Press, Durham NC 1995. ISBN 0-8223-1572-6
- (Hrsg.): New Essays on „The Scarlet Letter“. Cambridge University Press, Cambridge u. a. 1985. ISBN 0-521-31998-6
- Doctrine and Difference: Essays in the Literature of New England. Routledge, New York und London 1997. ISBN 0-415-91238-5
- Godly Letters: The Literature of the American Puritans. University of Notre Dame Press, Notre Dame IN 2006. ISBN 0-268-02290-9

| Personendaten    | Personendaten                                       |
| ---------------- | --------------------------------------------------- |
| NAME             | Colacurcio, Michael J.                              |
| ALTERNATIVNAMEN  | Colacurcio Jr., Michael Joseph (vollständiger Name) |
| KURZBESCHREIBUNG | amerikanischer Literaturwissenschaftler             |
| GEBURTSDATUM     | 2. Juli 1936                                        |
| GEBURTSORT       | Cincinnati, Ohio                                    |